# Тюнгур (село)
Тюнгу́р (алт. Тӱҥӱр — бубен) — село в Усть-Коксинском  районе Республики Алтай России. Входит в состав Катандинского сельского поселения.

## География
Расположено на левом берегу реки Катуни, напротив устья реки Кучерлы. Находится на расстоянии 65 км от районного центра села Усть-Кокса.
Отсюда начинается большинство популярных туристических маршрутов к горе Белухе. Вблизи села, на правом берегу реки Катуни расположены турбазы «Высотник», «Зелёный дом», «Байры», «Уч-Сумер». Связь между левым и правым берегом реки до декабря 2019 года осуществлялась через подвесной мост, который был разобран после открытия нового автомобильного железобетонного моста.

## История
Образовано в 1898 году Павлом Кузьминым на устье реки Тюнгур, которая дала название будущему селу. Поселение составляло 2 двора. В 1926 году числились уже 50 дворов на 292 жителя.
В августе 1918 года вблизи села, белой Алтайской экспедицией войскового старшины В. И. Волкова был ликвидирован отряд кузнецких шахтёров-красногвардейцев под командованием Петра Сухова. В Тюнгуре ему установлен памятник.

## Население
| 2010 | 2011 | 2012 | 2013 | 2014 | 2015 | 2016 |
| ---- | ---- | ---- | ---- | ---- | ---- | ---- |
| 397  | ↗398 | ↘383 | ↘371 | ↘357 | →357 | ↘348 |

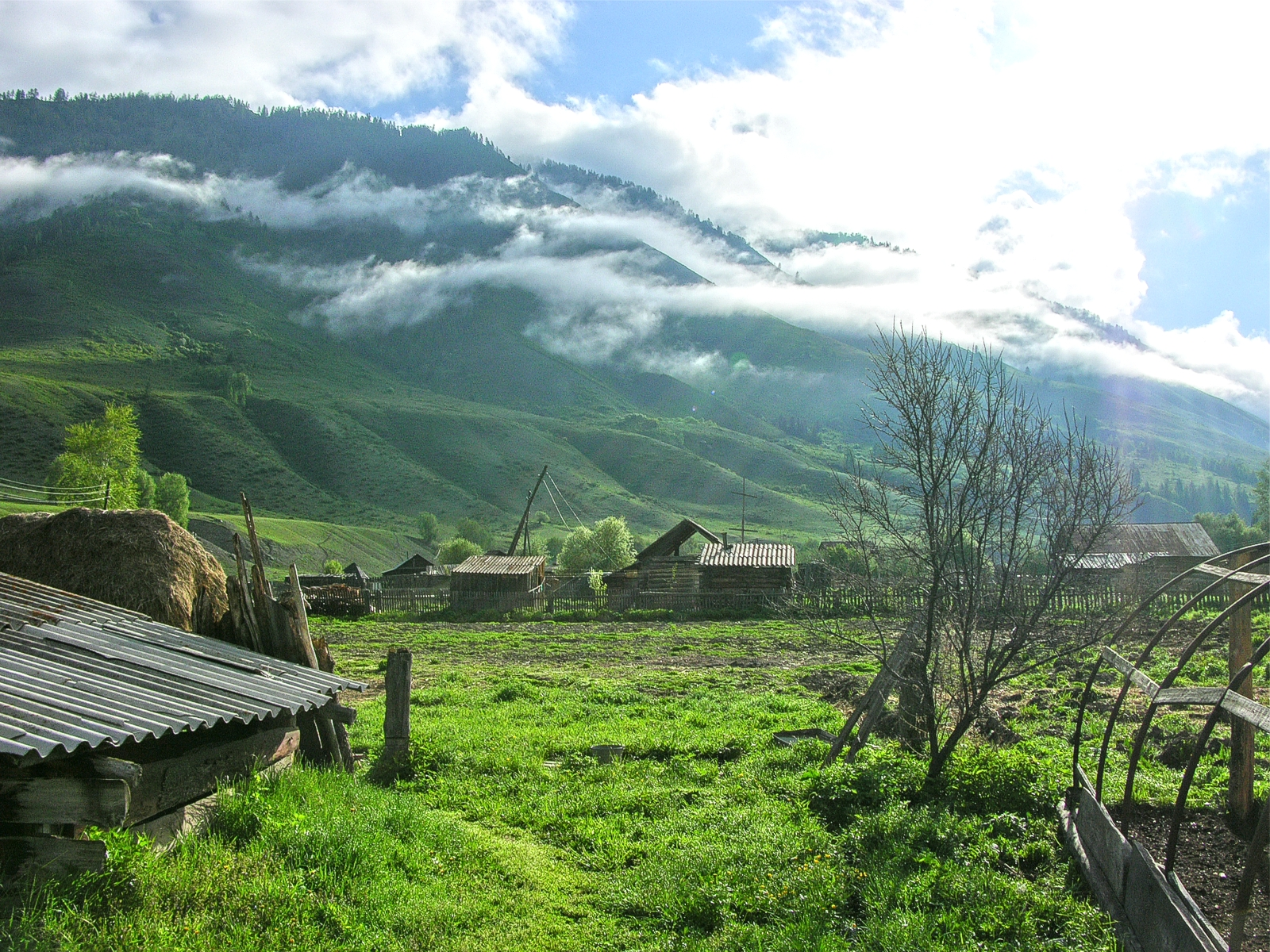
Утро в Тюнгуре
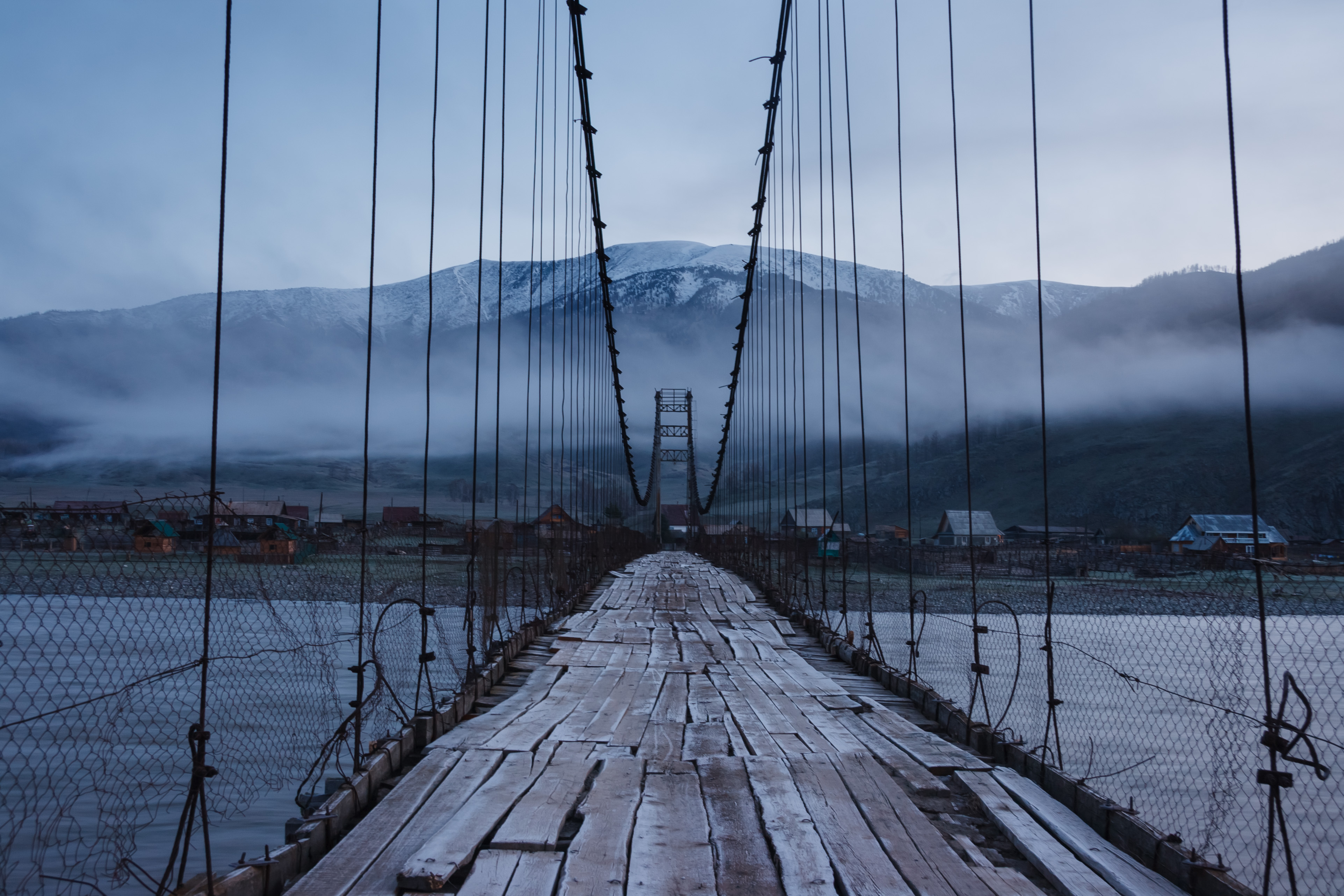
Старый подвесной мост через реку Катунь
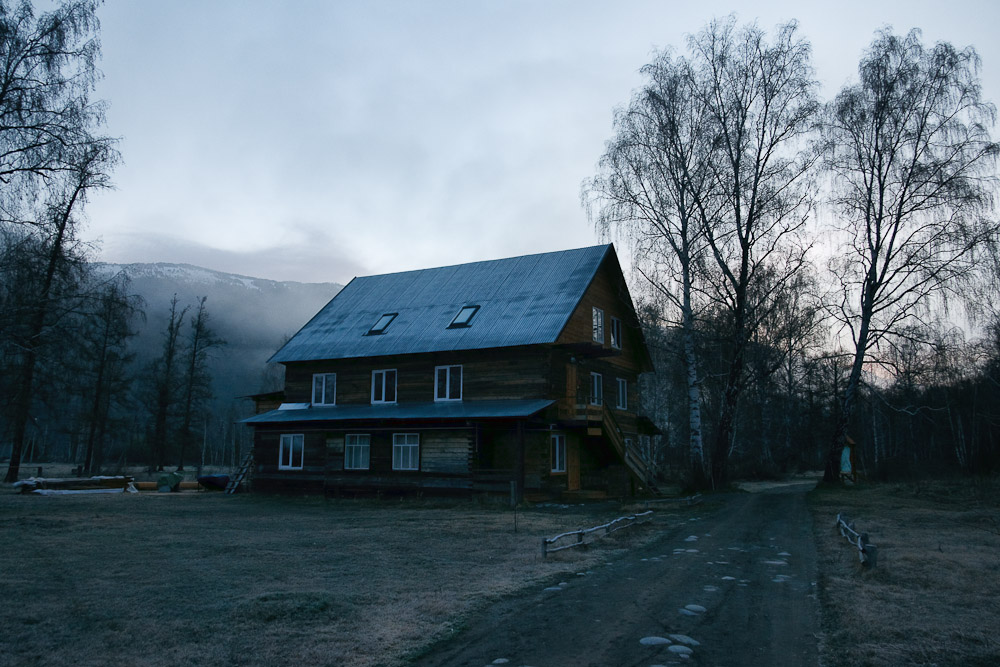
Турбаза «Высотник» в 2008 году